# Västerskär (Brändö, Åland)
Västerskär är en ö i Brändö kommun på Åland (Finland). Den ligger i den nordöstra delen av landskapet, 70 km nordost om huvudstaden Mariehamn.
Västerskäret har Storlandet i norr, Nötskär i öster, Södra Gåsören i söder och Norra Gåsören i väster. Alla öarna tillhör ögruppen Hullberga. Mellan Västerskäret och Storlandet ligger ett endast 25 meter brett och delvis igenväxt sund. Vassen i sundet avverkas för att tillåta passage av mindre båtar. Mellan Västerskäret och Nötskär ligger ett antal mindre skär (Örarna) som förbinder Västerskäret och Nötskär med en seria smala landbryggor.
Vattnen runt Västerskär är grunda och stenfyllda. Västerskär är obebyggt. Närmaste bebyggelse är Västerstu och Österstu på Storlandet.